# 红嘴薹草
红嘴薹草（学名：Carex haematostoma）为莎草科薹草属的植物。分布在尼泊尔以及中国大陆的西藏、云南西北部、四川西南部、青海等地，生长于海拔2,700米至4,700米的地区，见于林边、高山灌丛草甸、流石滩下部石缝中及山坡水边，目前尚未由人工引种栽培。